# Акимов, Илья Николаевич
Илья́ Никола́евич Аки́мов (17 сентября (1 октября) 1898, с. Никольско-Трубецкое, Московский уезд, Московская губерния, Российская империя — 1 мая, 1962, Москва, РСФСР) — советский государственный деятель, народный комиссар текстильной промышленности СССР (1940—1945).

## Биография
Родился в семье рабочего балашихинской хлопкопрядильной фабрики. Акимовы, выходцы из соседней Старой Купавны, всегда были потомственными текстильщиками. Отец Ильи Николаевича в конце 19-го столетия устроился кузнецом на хлопкопрядильную фабрику в Балашихе, которая тогда считалась одной из самых больших в Московском уезде.
Трудовой путь начал в 1913 г. учеником слесаря торфопредприятия в Богородском уезде Московской губернии. В 1917 году окончил Московское прядильно-ткацкое училище, затем вступил в ряды московской милиции и участвовал в уличных боях с юнкерами (октябрь 1917 год).
С августа 1917 г. работал помощником механика Купавинской суконной фабрики Московской губернии.
В 1940 г. окончил вечернее отделение Всесоюзной промышленной академии лёгкой индустрии в Москве по специальности инженер-технолог.
В 1918—1920 гг. служил в РККА шофёром на Западном и Южном фронтах.
Вернувшись с фронта, Илья Николаевич работает помощником заведующего торфоразработок, а с 1923 г. становится помощником технорука Купавинской фабрики.
с 1927 года, после вступления в ВКП (б) его назначают помощником технорука ткацко-прядильной фабрики «Пролетарий» Серпуховского района Московской области. Затем, до 1932 года — техноруком.
- 1932—1933 гг. — заместитель директора фабрики «Красный ткач» (г. Ленинград) по технической части.
- 1933—1934 гг. — начальник производственно-технического отдела,
- 1934—1936 гг. — заместитель управляющего трестом «Моссукно».
- 1936—1938 гг. — главный инженер — заместитель начальника Главшерсти Наркомата лёгкой промышленности РСФСР.
- ноябрь-декабрь 1938 г. — заместитель наркома лёгкой промышленности РСФСР.
- 1938—1939 гг. — заместитель наркома лёгкой промышленности СССР.
- 1939—1940 гг. — заместитель наркома текстильной промышленности СССР.
- 1940—1945 гг. — народный комиссар текстильной промышленности СССР.
- 1945—1948 гг. — заместитель наркома (с марта 1946 г. — министра) текстильной промышленности СССР.
- 1948—1953 гг. — заместитель министра лёгкой промышленности СССР.
- 1953—1955 гг. — заместитель министра промышленности товаров широкого потребления СССР.
- 1955—1956 гг. — заместитель министра текстильной промышленности СССР.
- 1956—1957 гг. — заместитель министра лёгкой промышленности СССР.
- 1957—1958 гг. — начальник управления хлопчатобумажной промышленности СНХ Московского областного экономического района.

С мая 1958 г. персональный пенсионер союзного значения.
Похоронен в Москве на Новодевичьем кладбище.

## Награды и звания
Награждён: двумя орденами Ленина (07.04.1939, 1944); медалями «За оборону Москвы» (1944), «За доблестный труд в Великой Отечественной войне 1941—1945 гг.» (1945).